# Frayssinet
Frayssinet település Franciaországban, Lot megyében. Lakosainak száma 312 fő (2022. január 1.). Frayssinet Lamothe-Cassel, Montamel, Saint-Chamarand, Saint-Germain-du-Bel-Air és Cœur-de-Causse községekkel határos.

## Népesség
A település népességének változása:
| Lakosok száma | 262  | 241  | 251  | 271  | 321  | 304  | 304  | 305  | 306  | 312  |
|               | 1968 | 1982 | 1990 | 2006 | 2013 | 2015 | 2017 | 2019 | 2020 | 2022 |